# Острів Принца Едварда (національний парк)
Національний парк Острів Принца Едварда (англ. Prince Edward Island National Park, фр. Parc national de l'Île-du-Prince-Édouard) — національний парк Канади, заснований у 1937 році в провінції Острів Принца Едварда.
Парк площею 22 км² розташований на північному узбережжі острова Принца Едварда над Затокою Святого Лаврентія.
Парк складається з піщаних пляжів, дюн i солоних боліт. Міжнародна рада збереження птахів BirdLife International проводить в ньому програму захисту гніздувань пісочника жовтоногого (Charadrius melodus) (англ. Piping Plover).

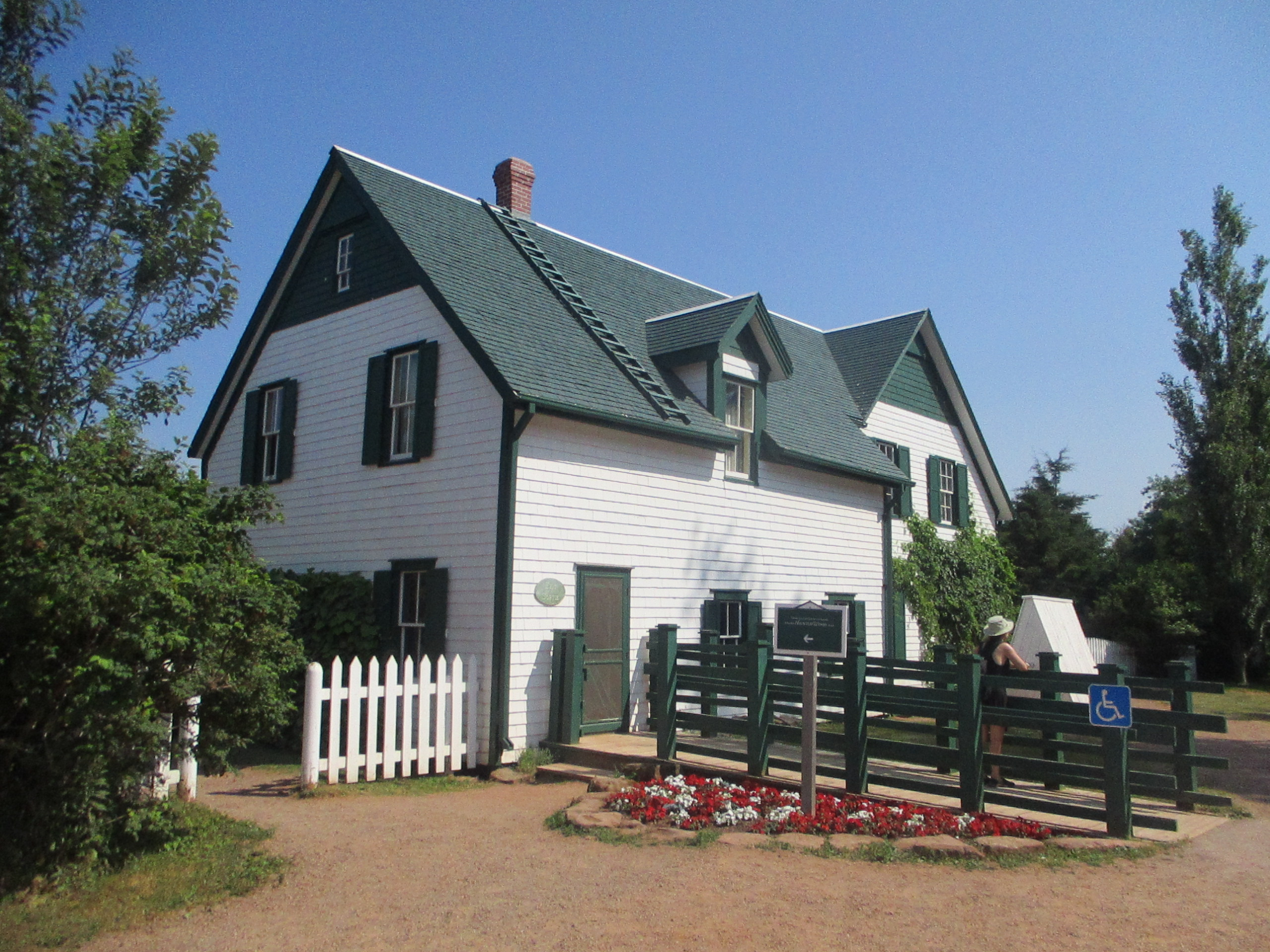
Зелені Дахи